# Élection présidentielle autrichienne de 1992
L’élection présidentielle autrichienne de 1992 (Bundespräsidentenwahl in Österreich 1992) se sont tenues en Autriche le 26 avril 1992 et le 24 mai 1992, en vue d'élire le président fédéral pour un mandat de six ans. Le conservateur Thomas Klestil a été élu au 2e tour avec près de 57 % des suffrages.
Le président sortant, Kurt Waldheim ne souhaite pas se représenter.

## Résultats
| Candidats                | Candidats                | Partis                   | 1er tour  | 1er tour | 2d tour   | 2d tour |
| Candidats                | Candidats                | Partis                   | Voix      | %        | Voix      | %       |
| ------------------------ | ------------------------ | ------------------------ | --------- | -------- | --------- | ------- |
|                          | Rudolf Streicher         | SPÖ                      | 1 888 599 | 40,66    | 1 915 380 | 43,11   |
|                          | Thomas Klestil           | ÖVP                      | 1 728 234 | 37,20    | 2 528 006 | 56,89   |
|                          | Heide Schmidt            | FPÖ                      | 761 390   | 16,39    |           |         |
|                          | Robert Jungk             | Grünen                   | 266 954   | 5,75     |           |         |
|                          |                          |                          |           |          |           |         |
| Suffrages exprimés       | Suffrages exprimés       | Suffrages exprimés       | 4 645 177 | 96,98    | 4 443 386 | 96,74   |
| Votes blancs et nuls     | Votes blancs et nuls     | Votes blancs et nuls     | 144 717   | 3,02     | 149 546   | 3,26    |
| Total                    | Total                    | Total                    | 4 789 894 | 100      | 4 592 932 | 100     |
| Abstention               | Abstention               | Abstention               | 887 009   | 15,62    | 1 083 971 | 19,09   |
| Inscrits / Participation | Inscrits / Participation | Inscrits / Participation | 5 676 903 | 84,38    | 5 676 903 | 80,91   |